# The machine stops (Hawkwind)
The machine stops is een studioalbum van Hawkwind. Het album werd opgenomen in de Earth Studio (geluidsstudio van Dave Brock) en geproduceerd door Brockworld (Dave Brock). Het album grijpt terug op het sciencefictionverhaal The machine stops van E.M. Forster uit 1909. Het platenlabel Cherry Red Records bracht het album uit op 15 april 2016.
Het album haalde Britse albumlijst, met één week op plaats 29.

## Musici
- Dave Brock – zang, gitaar, synthesizer (alle tracks behalve 10)
- Richard Chadwick – drumstel (tracks 2, 4, 5, 6, 7, 9, 12, 13, 14)
- Mr Dibs – zang, basgitaar (tracks 2, 9, 12)
- Niall Hone – synthesizer, basgitaar (tracks 4, 5, 6, 7, 10)
- Dead Fred – toetsinstrumenten (track 8)
- Haz Wheaton – basgitaar (13 en 14)

## Muziek
| Nr. | Titel                                                | Duur |
| --- | ---------------------------------------------------- | ---- |
| 1.  | All hail to the machine (Brock, Jonathan Darbyshire) | 3:24 |
| 2.  | The machine (Brock, Darbyshire, Chadwick)            | 4:39 |
| 3.  | Katie (Brock)                                        | 0:56 |
| 4.  | King of the world (Brock)                            | 2:51 |
| 5.  | In my room (Brock)                                   | 3:43 |
| 6.  | Thursday (Brock)                                     | 4:09 |
| 7.  | Synchronised blue (Brock)                            | 5:24 |
| 8.  | Hexagone (Phil Reeves)                               | 4:52 |
| 9.  | Living on Earth (Brock)                              | 6:27 |
| 10. | The harmonic hall (Hone)                             | 4:56 |
| 11. | Yum tum (Brock)                                      | 1:04 |
| 12. | A solitary man (Brock)                               | 5:03 |
| 13. | Tube (Brock)                                         | 4:28 |
| 14. | Lost in science (Brock)                              | 6:33 |

A solitary man werd ook als single uitgebracht. Lost in science sluit af met "All hail the machine".